# جانت کرول
جانت کرول (انگلیسی: Janet Carroll؛ ۲۴ دسامبر ۱۹۴۰ – ۲۲ مهٔ ۲۰۱۲) یک بازیگر سینما، و هنرپیشه اهل ایالات متحده آمریکا بود.
او در فیلم زمان کشتن و ستایشگر پنهانی بازی کرده است.